# Grand Prix de Valence
Le Grand Prix de Valence (officiellement en espagnol : Clàssica Comunitat Valenciana 1969-Gran Premio Valencia) est une course cycliste espagnole disputée dans la Communauté valencienne. Créé en 1969 sous le nom de Grand Prix de Valence, il a conservé cette appellation jusqu'en 1979 et est devenu le Trophée Luis Puig en 1981, en l'honneur de Luis Puig, président de l'Union cycliste internationale de 1981 à 1990. Le Trophée Luis Puig a fait partie de l'UCI Europe Tour en 2005, en catégorie 1.1. Elle est disputée sous la forme d'une course en ligne, disputée au tout début du mois de février qui lançait la saison espagnole.
Jusqu'en 1979, la course se déroulait à Valence. Le lieu a ensuite changé à plusieurs reprises à partir de 1981, toujours dans la Communauté valencienne : Algemesí (1981), Benifays (1982), Burjassot (1983), Torrent (1984), Elda (1985), Denia (1986), Benidorm (1987, 1988 et de 1990 à 1992), Cullera (1989), puis de nouveau Valence de 1993 à 2005.
L'édition 1987 est marquée par l'accident dont est victime le jeune néo-professionnel Vicente Mata qui dispute sa première course professionnelle. Il est percuté par une voiture qui avait forcé le passage. Le coureur évacué, victime de multiples traumatismes, est déclaré en mort cérébrale le lendemain matin.
Après une dernière édition en 2005 sous le nom de Trophée Luis Puig, la course réapparaît en 2021 sous le nom du Grand Prix de Valence (officiellement : Clàssica Comunitat Valenciana 1969-Gran Premio Valencia). Cette année-là, l'épreuve est la première  du calendrier de l'UCI Europe Tour.

## Palmarès
| Année                 | Vainqueur              | Deuxième                      | Troisième              |
| --------------------- | ---------------------- | ----------------------------- | ---------------------- |
| Grand Prix de Valence |                        |                               |                        |
| 1969                  | Carlos Echeverría      | Jorge Marine                  | Gregorio San Miguel    |
| 1970                  | Ramón Sáez             | Manuel Galera                 | Carlos Echeverría      |
| 1971                  | Frans Verhaegen        | Domingo Perurena              | Peter Kisner           |
| 1972                  | Eric Leman             | Domingo Perurena              | Miguel María Lasa      |
| 1973                  | Gustave Van Roosbroeck | Domingo Perurena              | Andrés Oliva           |
| 1974                  | Eddy Peelman           | Francesco Moser               | Miguel María Lasa      |
| 1975                  | Eddy Peelman           | Wilfried Reybrouck            | Albert Hulzebosch      |
| 1976                  | Tomas Nistal           | Luis Alberto Ordiales         | Eddy Peelman           |
| 1977                  | Domingo Perurena       | Klaus-Peter Thaler            | José Luis Viejo        |
| 1978                  | Javier Elorriaga       | Domingo Perurena              | Jürgen Kraft           |
| 1979                  | Antoine Gutierrez      | José Nazábal                  | José Luis Mayoz        |
| 1980                  | Non disputé            |                               |                        |
| Trophée Luis Puig     |                        |                               |                        |
| 1981                  | Noël Dejonckheere      | Jesús Suárez Cueva            | Juan Fernández Martín  |
| 1982                  | Reimund Dietzen        | Erich Maechler                | Marcel Summermatter    |
| 1983                  | Noël Dejonckheere      | Stephan Mutter                | Ronan De Meyer         |
| 1984                  | Noël Dejonckheere      | Frank Hoste                   | Yvon Bertin            |
| 1985                  | Enrique Aja            | Faustino Rupérez              | Bruno Cornillet        |
| 1986                  | Bernard Hinault        | Iñaki Gastón                  | Alberto Leanizbarrutia |
| 1987                  | Pello Ruiz Cabestany   | Celestino Prieto              | Eduardo Chozas         |
| 1988                  | Acácio da Silva        | Claudio Chiappucci            | Bruno Leali            |
| 1989                  | Mathieu Hermans        | Eddy Planckaert               | Laurent Jalabert       |
| 1990                  | Tom Cordes             | Luc Roosen                    | Miguel Ángel Martínez  |
| 1991                  | Andreas Kappes         | Nico Verhoeven                | Roberto Pagnin         |
| 1992                  | Sean Kelly             | Jesper Skibby                 | Laurent Jalabert       |
| 1993                  | Laurent Jalabert       | Juan Carlos González Salvador | Alfonso Gutiérrez      |
| 1994                  | Adriano Baffi          | Laurent Jalabert              | Phil Anderson          |
| 1995                  | Mario Cipollini        | Giovanni Lombardi             | Fabio Baldato          |
| 1996                  | Peter Van Petegem      | Eddy Bouwmans                 | Bert Dietz             |
| 1997                  | Erik Zabel             | Endrio Leoni                  | Massimo Strazzer       |
| 1998                  | Andreï Tchmil          | Viatcheslav Ekimov            | Max van Heeswijk       |
| 1999                  | Mario Cipollini        | Robbie McEwen                 | Giovanni Lombardi      |
| 2000                  | Erik Zabel             | Óscar Freire                  | Biagio Conte           |
| 2001                  | Erik Zabel             | Sven Teutenberg               | George Hincapie        |
| 2002                  | Sergueï Ivanov         | Rolf Aldag                    | Erik Zabel             |
| 2003                  | Alessandro Petacchi    | Isaac Gálvez                  | Alejandro Valverde     |
| 2004                  | Óscar Freire           | Alejandro Valverde            | Josu Silloniz          |
| 2005                  | Alessandro Petacchi    | Isaac Gálvez                  | Óscar Freire           |
| 2006-2020             | Non disputé            |                               |                        |
| Grand Prix de Valence |                        |                               |                        |
| 2021                  | Lorrenzo Manzin        | Mikel Aristi                  | Amaury Capiot          |
| 2022                  | Giovanni Lonardi       | Amaury Capiot                 | Chris Lawless          |
| 2023                  | Arnaud De Lie          | Edvald Boasson Hagen          | Jenthe Biermans        |
| 2024                  | Dylan Groenewegen      | Bryan Coquard                 | Tim Torn Teutenberg    |
| 2025                  | Marc Hirschi           | Christian Scaroni             | António Morgado        |